# Lindberg Aziz Cury
Lindberg Aziz Cury, mais conhecido como Lindberg Cury (Anápolis, 1 de outubro de 1934 – Brasília, 2 de dezembro de 2016) foi um empresário e político brasileiro, filiado ao Democratas. Descendente de libaneses, foi senador pelo Distrito Federal, após a renúncia do titular José Roberto Arruda em 29 de maio de 2001, e exerceu seu mandato até 31 de janeiro de 2003.
Morreu em 2 de dezembro de 2016, aos 82 anos.

## Carreira política
Em 1994, foi eleito suplente de José Roberto Arruda.
Em 2002, não se candidatou a senador pelo Partido da Frente Liberal (PFL).